# Borderò
Nel campo dell'editoria il borderò (adattamento del francese bordereau) è un elenco associato a una determinata pubblicazione (rivista, quotidiano e così via) dove vengono riportati i nomi degli autori, i titoli degli articoli, i numeri di pagina dove questi sono usciti, i compensi eccetera. Il borderò permette in pratica di attivare il pagamento degli autori.

## Definizione
Il termine borderò viene anche utilizzato in campo musicale (ad esempio nelle radio o nei locali da ballo) e teatrale per identificare il documento con cui è possibile monitorare l'organizzatore, la compagnia esecutrice e la quantità dei biglietti venduti per un determinato spettacolo o per una determinata manifestazione.
Con il termine borderò, infatti, si intende indicare la distinta di incasso, nella quale vengono registrati tutti i biglietti emessi per ogni singolo evento, suddivisi per tipologia (platea, balconata, palchi, ecc.) e per fascia di prezzo, per poter eseguire i calcoli relativi all'incasso netto e lordo dello spettacolo e, di conseguenza, provvedere al calcolo dei diritti d'autore dovuti nonché al calcolo dell'IVA da versare e, per determinati eventi e categorie di intrattenimenti, l'ISI.
Nel campo del trasporto e della logistica il borderò è il documento che contiene il riepilogo delle spedizioni con i relativi dati, come lettera di vettura, mittente, destinatario, elenco dei colli, peso, ecc..

## Italia

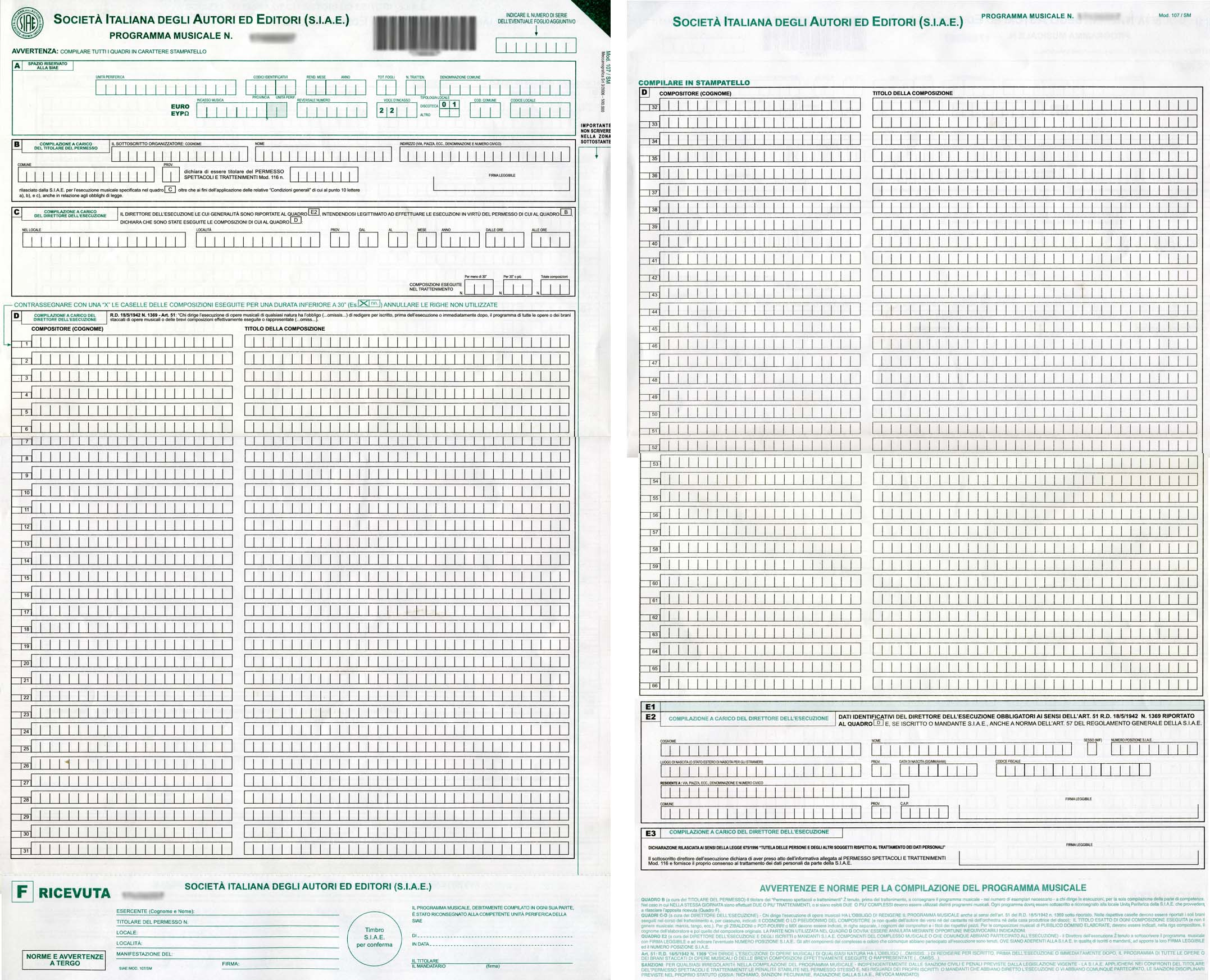
Borderò verde della SIAE

In Italia i borderò o programmi musicali sono gestiti dalla SIAE. Tradizionalmente cartacei, i borderò sono oggi compilabili anche online.
Inizialmente il borderò andava compilato anche per le opere di pubblico dominio e per le opere non tutelate dalla SIAE, per effetto del Regio decreto 18 maggio 1942, n. 1369, articolo 51, in materia di "Approvazione del regolamento per l'esecuzione della legge 22 aprile 1941, n. 633, per la protezione del diritto di autore e di altri diritti connessi al suo esercizio." in attuazione degli articoli 175 e 176 della Legge 22 aprile 1941, n. 633, in materia di "Protezione del diritto d'autore e di altri diritti connessi al suo esercizio." che tenevano conto del diritto demaniale.
Ma nel 1996 il Decreto-legge 31 dicembre 1996, n. 669, articolo 6, in materia di "Disposizioni urgenti in materia tributaria, finanziaria e contabile a completamento della manovra di finanza pubblica per l'anno 1997." ha abrogato i citati articoli 175 e 176 della Legge 22 aprile 1941, n. 633 e di conseguenza, per abrogazione implicita, anche il citato articolo 51 del Regio decreto legge 18 maggio 1942, n. 1369 che da essi dipendeva.
Quindi non c'è più l'obbligo di compilare il borderò per le opere di pubblico dominio e per le opere non tutelate dalla SIAE come, ad esempio, le opere rilasciate sotto licenza Creative Commons.
Esistono tre tipologie di programma musicale:
- Modello 107/OR (rosso): esecuzioni dal vivo, con ballo, di complessi orchestrali o singoli esecutori; concertini; pianobar; concerti di musica leggera, pop ed esecuzioni simili
- Modello 107/SM (verde): esecuzioni musicali con strumento meccanico (juke boxes - radio - riproduttori fonografici o digitali con o senza amplificazione ecc.).
- Modello 107/C (blu): per i concerti di musica classica, jazz, di danza e per le musiche di scena in spettacoli teatrali.

## Nella cultura di massa
L'originale francese bordereau è entrato, nella storia dell'affare Dreyfus, come modo per indicare la nota cartacea che Marie Coudron Bastian recuperò, strappata in più pezzi e poi ricostruita dai servizi segreti francesi, dalla spazzatura dell'ambasciata tedesca a Parigi.